# Dietylokarbamazyna
Dietylokarbamazyna (łac. diethylcarbamazinum) – wielofunkcyjny organiczny związek chemiczny, pochodna piperazyny, stosowana jako ogólnoustrojowy lek przeciwrobaczy.

## Mechanizm działania
Mechanizm działania dietylokarbamazyny nie jest znany, wiadomo jednak, że wpływa na szlak kwasu arachidonowego.

## Zastosowanie
- filiarioza spowodowana Wuchereria bancrofti, Brugia malayi, Brugia timori[7]
- loajoza[7]
- ślepota rzeczna (onchocerkoza)[7]

Dietylokarbamazyna znajduje się na wzorcowej liście podstawowych leków Światowej Organizacji Zdrowia (WHO Model Lists of Essential Medicines) (2015).
Dietylokarbamazyna nie jest dopuszczona do obrotu w Polsce (2018).

## Działania niepożądane
Bezpośrednim efektem ubocznym leku są nudności, wymioty, ból głowy, senność i brak łaknienia.
Podczas podawania dietylokarbamazyny występują objawy związane z reakcją organizmu na rozpad mikrofilarii, które mogą być ciężkie, aż do encefalopatii i śpiączki, szczególnie przy zakażeniu Loa loa. Wystąpieniom poważnych powikłań można zapobiegać poprzez stopniowe podwyższanie dawki, aż do docelowej i zastosowanie kortykosteroidów.